# Николай Пехливанов
Николай Пехливанов е български предприемач и политик. Собственик на групата „Грийн Лайф“. Народен представител в XLI народно събрание (2009 – 2013) от партия „Атака“. Заместник-председател на Столичния общински съвет от 2015 г. до назначаването му от Бойко Борисов за  областен управител на област София през май 2017 г. (до 2021 г., когато е сменен от служебния кабинет на Стефан Янев).

## Биография
Николай Янков Пехливанов е роден на 5 март 1972 г. в град Бургас.

### Образование
Завършва средното си образование в Природо-математическа гимназия в Бургас, а впоследствие получава висшето си образование в Университета по архитектура, строителство и геодезия в София със специалност „Промишлено и гражданско строителство“.
Говори руски и английски език.

### Професионален път
Николай Пехливанов е строителен инженер и предприемач. През годините е придобил професионален опит като служител в държавни компании и частни строително-инвестиционни фирми, специализирани в изграждането и управлението на жилищни сгради и ваканционни обекти.
След завършването на висшето си образование започва работа в Дирекцията за национален строителен контрол (ДНСК).
Насочва се към частния бизнес през 2004 г., като основава строително-инвестиционната си компания „ГрийнЛайф“, част от която са строително-инвестиционната компания „Грийн Лайф Пропъри Дивелъпмънт“, „Блек Сий Асет Мениджмънт“, както и „Грийн Лайф Ризортс“, специализирана в управлението на туристически услуги. За периода 2004 – 2010 г. е реализирал повече от 20 строителни проекти в районите на к.к. Пампорово, Созопол и Банско. Компанията е лидер в строителството на ваканционни обекти с клиенти от Русия, Великобритания, скандинавските страни, Полша, Испания и Гърция.
Член е на Камарата на предприемачите в строителството, както и на Конфедерацията на работодателите и индустриалците в България (КРИБ) и Националната асоциация на строителите на жилища (НАСЖ).
Член е на Българската търговско-промишлена палата.

## Политическа кариера
Народен представител в XLI народно събрание (2009 – 2013)  – избран е на парламентарни избори през 2009 г. от 26-и избирателен район – София област, от гражданската квота на партия „Атака“.
В парламента заема поста заместник-председател на Комисията по регионална политика и местно самоуправление. Сред внесените от него законопроекти са за промени в Закона за управление на етажната собственост , Закона за задълженията и договорите, Закона за Комисията за финансов надзор, Закона за устройство на територията и др.
Пехливанов е много активен в работата си по теми като устройствено планиране, строителство, местно самоуправление, енергийна ефективност, регионално развитие, държавна администрация и екология. Заради неговите възражения председателят на НС Цецка Цачева връща Закона за нотариусите и нотариалната дейност за допълнително обсъждане, тъй като Пехливанов изтъква съществени несъвършенства в закона. В началото на май 2011 г. внася в НС предложения за промени в няколко закона с оглед тоталната забрана на строителството в междублокови пространства и зелени площи.
На местните избори през 2011 г. е кандидат за кмет на София, издигнат от „Атака“.
На местните избори през 2015 г. е избран за общински съветник в Столичния общински съвет. Заема длъжността заместник-председател на СОС и е член на Постоянната комисия по финанси и бюджет.
През май 2017 г. е назначен за областен управител на област София от правителството на Бойко Борисов. На този пост е до май 2021 г.
Като областен управител през април 2021 г. дава положително становище за искането на посланика на Русия в България намиращият се в центъра на София Паметник на Съветската армия и прилежащата земя да се предоставят на Русия за безсрочно и безвъзмездно ползване срещу ремонтиране на монумента. Сделката не е финализирана от външния министър Екатерина Захариева.
Известен с покупката си на триетажна къща от майката на депутата Делян Пеевски – Ирена Кръстева, през 2015 г. за сумата от 2,34 млн. лева.

## Семейство
Николай Пехливанов е семеен, има син и дъщеря.

## Награди и отличия
Инж. Николай Пехливанов е носител на наградата „Предприемач на годината в строителството“ за 2008 г. за неговите ваканционни проекти в к.к. Пампорово, Созопол и Банско.